# Gualtério de Châtillon
Gualtério de Châtillon (em francês:  Gautier de Châtillon; em latim: Gualterus de Castellione; em inglês:  Walter) foi um escritor e teólogo francês do século XII. Estudou com Estêvão de Beauvais na Universidade de Paris. Foi provavelmente nesta época que escreveu uma série de poemas em latim de maneira goliárdica que acabou sendo incorporada na coleção da "Carmina Burana". Em sua época, porém, Gualtério era mais conhecido por seu longo épico em latim sobre a vida de Alexandre, o Grande, chamado "Alexandreis, sive Gesta Alexandri Magni", em hexâmetro, repleto de anacronismos: ele representa, por exemplo, a crucificação de Jesus como já tendo ocorrido na época de seu herói. Ainda assim, a "Alexandreis" era muito popular e influente. Mateus de Vendôme e Alain de Lille se basearam nela e Henrique de Settimello a imitou, mas, atualmente, é raramente lida, com exceção de uma linha, uma referência à Eneida de Virgílio, que é por vezes citada:
| “ | "Incidit in Scyllam qui vult vitare Charybdim" — "Tentando evitar Caríbdis, encontra Cila" | ” |

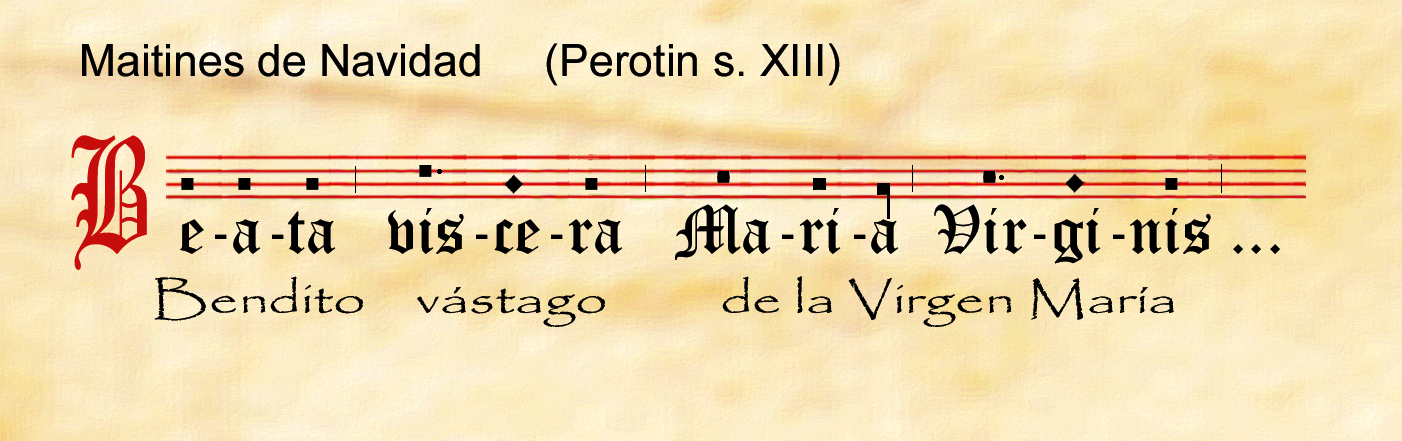
Conductus monofônico citando estrofes de Gualtério de Châtillon (sXIII), Manusc. Wolfenbüttel 1099 (W2).

Muitos poemas neste estilo (ou baseados nos mesmos temas) tem sido atribuídos a Gualtério sem bases suficientes. Por exemplo, ele certamente não foi o autor do satírico "Apocalipse de Golias". Além de seus poemas, Gualtério escreveu ainda um diálogo refutando crenças judaicas e a interpretação bíblica; e um tratado sobre a Trindade. Além disso, ele é provavelmente o autor de "Moralium dogma philosophorum".
Gualtério morreu de peste bubônica no início do século XIII.